# Мішель Мань
Мішель Мань (фр. Michel Magne; 20 березня 1930, Лізьє — 19 грудня 1984, Сержі) — французький композитор. Написав музику до фільмів Андре Юнебеля про Фантомаса.

## Біографія
Мішель Мань мав класичну освіту. Музику до фільмів він почав писати з 1955 року Найвідоміші музичні твори він написав у 1960 — 1970 роках, а саме саундтреки до фільмів «Фантомаса» та «Анжеліка».
Наприкінці життя Мань намагався покінчити життя самогубством, через проблеми з продажем замку «Hérouville».
Композитор помер 19 грудня 1984 року в своєму номері готелю «Pontoise».

## Музика до відомих фільмів
- 1962 — Диявол і десять заповідей
- 1964 — Карусель
- 1964 — Фантомас
- 1964 — Анжеліка, маркіза янголів
- 1964 — Сірано і д'Артаньян
- 1965 — Анжеліка в гніві / Чудова Анжеліка
- 1965 — Фантомас розлютився
- 1966 — Анжеліка і король
- 1966 — Фантомас проти Скотланд-Ярда
- 1967 — Нестримна Анжеліка
- 1967 — Одна людина зайва
- 1968 — Анжеліка і султан
- 1968 — Барбарелла
- 1973 — Якби Дон Жуан був жінкою
- 1982 — Знедолені
- 1984 — Еммануель 4

## Фільмографія
- «Мелодія з підвалу» (1963)
- «Всі прекрасні, всі милі» (1972)
- «А я хочу гроші» (1973)